# Metabolički put
U biohemiji, metabolički putevi su serije hemijskih reakcija koje se javljaju unutar ćelije. U svakom putu, glavno jedinjenje se modifikuje putem serije hemijskih reakcija. Enzimi katalizuju te reakcije,‍:26 i često su neophodni dijetarni minerali, vitamini, i drugi kofaktori da bi oni korektno funkcionisali. Zbog mnoštva hemikalija (a.k.a. „metabolita“) koji mogu da učestvuju, metabolički putevi su obično prilično složeni. Pored toga, reakcije brojnih različitih puteva se uporedo odvijaju unutar ćelije. Kolekcija puteva se naziva metabolička mreža. Metabolički putevi su važni za održavanje homeostaze unutar organizma. Putevi katabolizma (razlaganja) i anabolizma (sinteze) često rade nezavisno da bi se formirali novi molekuli kao krajnji produkti.
Metabolički putevi obuhvataju višestepene modifikacije inicijalnih molekula. Rezultujući produkti se mogu koristiti na jedan od tri načina:
- Da se odmah koriste,
- Da iniciraju druge metaboličke puteve
- Da se skladište u ćeliji

Supstrat ulazi u metabolički put u zavisnosti od potreba ćelije i dostupnosti supstrata. Povišenje koncentracije anaboličkog i kataboličkog intermedijera i/ili krajnjeg produkta može da utiče na brzinu metabolizma datog puta.

## Regulacija
Fluks celokupnog puta je regulisano koracima koji određuje brzinu.‍:577–578 To su najsporiji koraci u mreži reakcija. Korak koji ograničava brzinu se javlja u blizini početka puta i reulsan je povratnom inhibicijom, što ultimatno kontroliše sveukupnu brzinu puta. Metabolički put u ćeliji može da bude regulisan kovalentnim ili nekovalentnim modifikacijama. Kovalentna modifikacija obuhvata adiciju ili uklanjanje hemijske veze, dok nekovalentna modifikacija (takođe poznata kao alosterna regulacija) je vezivanje regulatora za enzim putem vodoničnih veza, elektrostatičkih interakcija, i Van der Valsovih sila.
Stopa prometa u metaboličkom putu, takođe poznata kao metabolički fluks, je regulisana stehiometrijskim reakcionim modelom, brzinom iskorištavanja metabolita, i translokacionim tempom molekula kroz lipidni dvosloj. Regulacione metode su bazirane na eksperimentima u kojima se koristi 13C-obeležavanje, i analiza nuklearnom magnetnom rezonancom (NMR) ili gasnom hromatografijom-masenom spektrometrijom (GC-MS) izvedenih masenih kompozicaja.